# بادبرگردان

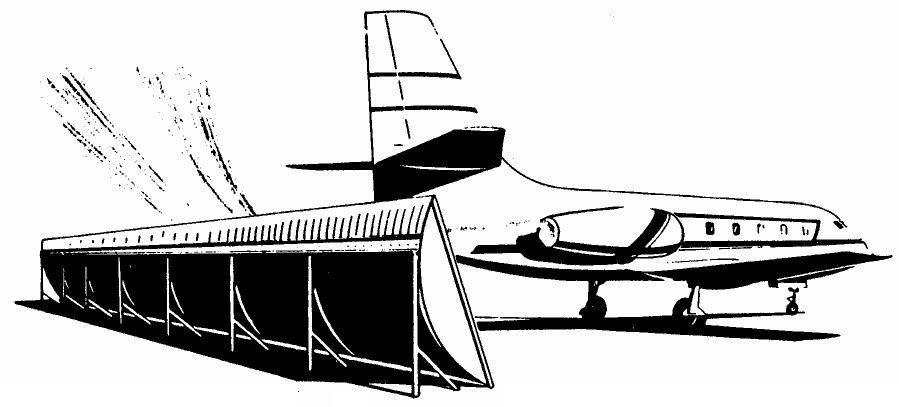
یک بادبرگردان در فرودگاه.

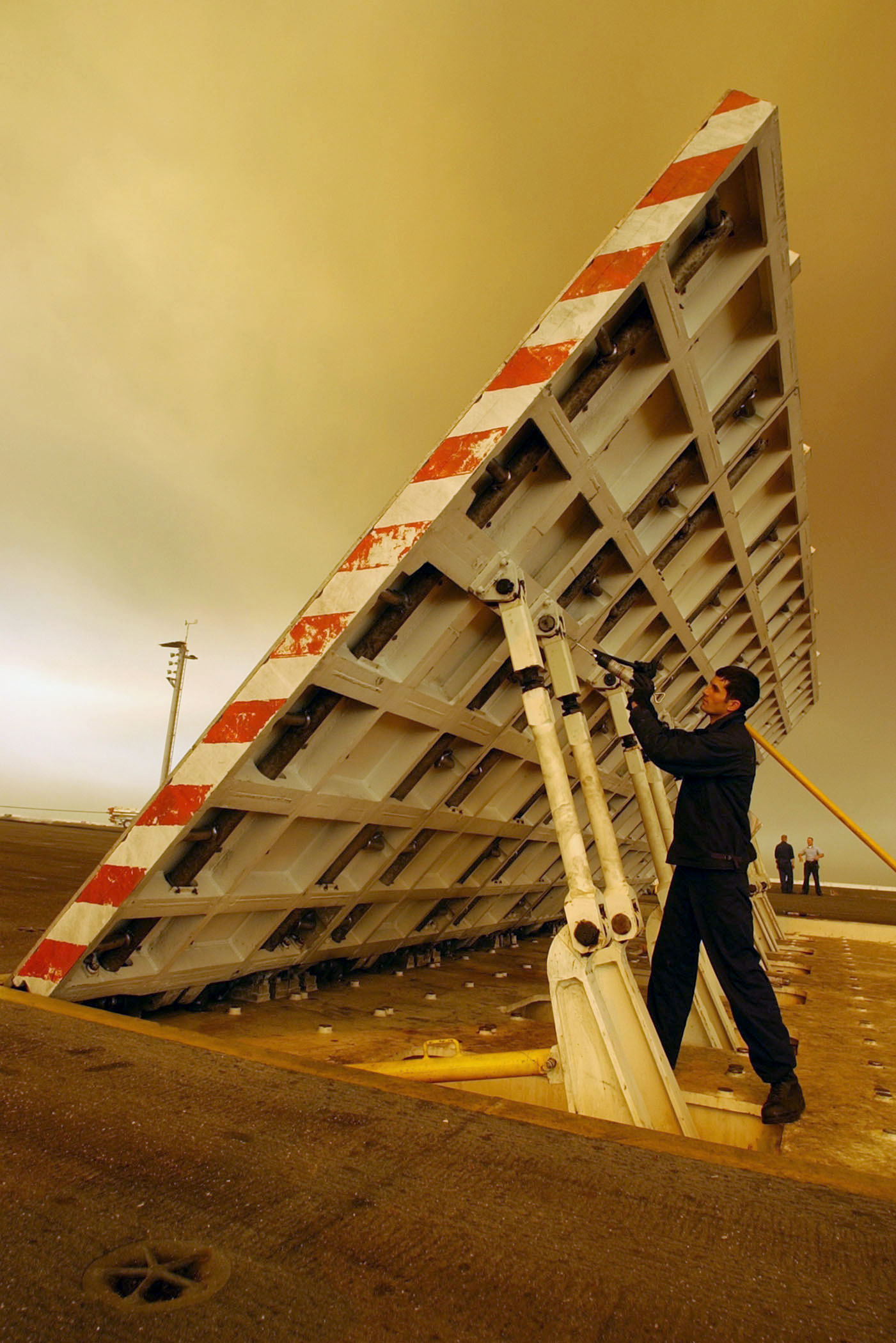
آماده‌سازی بادبرگردان بر عرشه یک ناو هواپیمابر.

بادبَرگَردان (به انگلیسی: jet blast deflector یا blast fence) سطوح بازدارندهٔ بزرگی از نوارهای افقی چندتایی با مقطع منحنی است که سطح مقعر آن‌ها رو به بالا قرار دارد تا جریان گاز موتورهای هواپیمای جت را به سمت بالا منحرف کند.
بدون استفاده از بادبرگردان خروجی موتور هواپیما می‌تواند برای افراد، تجهیزات، یا دیگر هواگردها زیانمند باشد.
بادبرگردان‌ها را از بتن، فلز، یا فایبرگلاس می‌سازند و در مواردی توسط بازوهای هیدرولیکی با قابلیت خنک‌شوندگی خودکار، کنترل می‌شوند. همچنین منحرف‌کننده‌های جریان جت می‌توانند در جهت حفاظت از بالگردها و دیگر هواپیماهای بال ثابت به کار روند.
در فرودگاه‌ها و مراکز خدمات موتورهای جت، می‌توان بر روی ساختار بادبرگردان‌ها از یک لایه عایق صدا جهت جلوگیری از انتشار آلودگی صوتی حاصل از کارکرد موتورهای هوایی استفاده نمود و اینگونه بدون آنکه مزاحم همسایگان شویم می‌توانیم محیطی مطمئن برای آزمایش موتورهای جت بر روی زمین و همراه با آخرین میزان کشش تولیدی آن‌ها را ایجاد نمائیم.

## کاربرد
انرژی بالای خارج شده از اگزوز موتور جت می‌تواند باعث ایجاد خسارت و جراحت شود. همچنین جریان جت می‌تواند موجب ریشه‌کن کردن درختان، شکستن شیشه‌ها، واژگون نمودن خودرو و کامیون‌ها، صاف نمودن ساختارهای دارای مقاومت پایین و نهایتاً صدمه به اشخاص و اموال گردد. همچنین سایر هواپیماهای دیگر و به‌ویژه نمونه‌های سبک‌تر و به دام افتاده در خروجی اگزوزهای جت می‌توانند آسیب‌های جدی ببینند. بر اساس آزمایش‌های انجام گرفته، نیروی گردباد هوایی حاصل از سرعت بالای گازهای خروجی در قویترین هواپیمای دارای موتور جت، معادل ۱۹۰ کیلومتر بر ساعت در فواصل بیش از ۶۰ متر محاسبه شده‌است. برای نمونه هواپیماهای مسافربری بوئینگ ۷۷۷ از دو عدد موتور جنرال الکتریک جی‌ای۹۰ بهره می‌برند که به‌طور ترکیبی توانایی تولید ۲۰۰٫۰۰۰ پوند نیروی پیشرانش (معادل ۹۰۰٫۰۰۰ نیوتن) را دارا می‌باشند. این میزان نیرو برای کشته شدن افراد حاضر در منطقه کافی است. برای جلوگیری از این مشکلات، بادبرگردان‌ها اقدام به تغییر زاویه گازهای خروجی به مسیری ایمن و عموماً به سمت بالا می‌نمایند.

## فرودگاه‌ها
تاریخچه استفاده از بادبرگردان در فرودگاه‌ها به سال ۱۹۵۰ میلادی بازمی‌گردد. در سال ۱۹۶۰ اغلب فرودگاه‌ها از بادبرگردان با ارتفاع ۶ الی ۸ فوت (۱٫۸ الی ۲٫۴ متر) بهره می‌بردند، اما در سال ۱۹۹۰ و با روی کار آمدن هواپیماهایی همچون مک‌دانل داگلاس دی‌سی-۱۰ و ام‌دی-۱۱ که دارای موتور سوم بر روی ساختمان دم خود بودند، نیاز فرودگاه‌ها به بادبرگردان با ابعاد ۲ برابر و حتی ارتفاع بیش از ۳۵ فوت (۱۱ متر) بیش از پیش جلوه نمود. اکثر فرودگاه‌های دنیا و به‌ویژه آن‌هایی که دارای جاده و ساختمان‌های مجاور در اطراف باند می‌باشند، دیوار محافظ جریان جت را در ابتدای باند قرار می‌دهند. فرودگاه‌های واقع در مناطق متراکم شهری معمولاً در اطراف خزش‌راه‌ها (مسیرهای فرعی عبور هواپیما) و مناطق مرزی فرودگاه نیز از دیوارهای محافط استفاده می‌نمایند. اکثر بادبرگردان‌ها معمولاً گازهای خروجی را به سمت بالا منحرف می‌کنند. با این حال در پشت دیوارهای محافظ، شرایط لازم جهت ایجاد یک منطقه کم فشار و حاوی گازهای سمی وجود دارد. بادبرگردان‌ها به‌طور اختصاصی جهت مقابله با این مشکل طراحی شده‌اند و برای تحقق این منظور از صفحات متعدد، فاصله دار و دارای زوایای مختلف بهره می‌برند.

## محوطه محصور آزمایش‌های زمینی
پس از انجام تعمیرات اساسی (بازآماد) بر روی موتورهای جت یا تعویض برخی قطعات آنها، طبیعتاً لازم است موتور را در محیط باز با حداکثر توان خروجی مورد آزمایش قرار بدهیم. فرودگاه‌های واقع در مناطق خارج از شهر معمولاً بخشی از زمین فرودگاه را در فواصل دور برای این امر اختصاص می‌دهند، اما فرودگاه‌های شهری که در محاصره مناطق مسکونی قرار دارند، جهت کاهش آلودگی‌های صوتی و مزاحم ساکنین منطقه، مجبور به استفاده از محوطه محصور آزمایش زمینی می‌باشند.

## ناوهای هواپیمابر

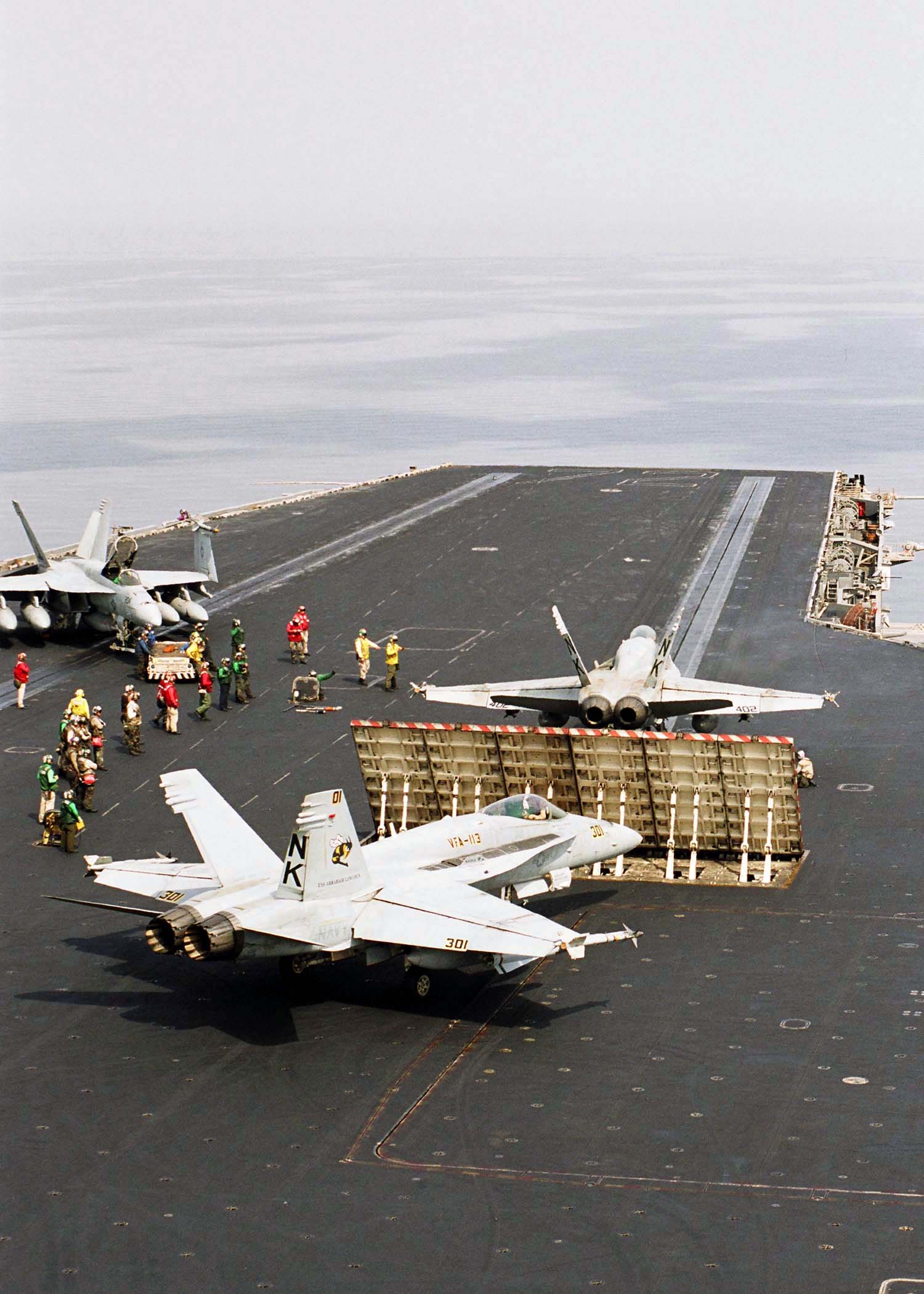
سال ۲۰۰۳ بر عرشه یواس‌اس آبراهام لینکلن (سی‌وی‌ان-۷۲). یک بادبرگردان با جک‌های هیدرولیکی افراخته شده تا از آسیب زدن خروجی‌های یک فروند اف/ای-۱۸ هورنت به دیگر هواپیماها جلوگیری کند.

ناوهای هواپیمابر نیز در پشت قلاب پرتاب‌کننده هواپیما و در مکانی که احتمال آسیب دیدن سایر هواپیماها و خدمه از گازهای خروجی موتور وجود دارد، از صفحات منحرف‌کننده جریان جت بهره می‌برند. بادبرگردان‌های به‌کار رفته در ناوهای هواپیمابر از فلزات سنگین ساخته می‌شوند و جهت کنترل وضعیت آن‌ها از چندین بازوی هیدرولیکی بهره می‌برند. این صفحات در حالت عادی به عنوان بخشی از عرشه پروازی تلقی می‌گردند و صرفاً در لحظات پایانی پرتاب هواپیمای توسط سامانه منجنیق از جای خود برمی‌خیزند و نقش منحرف‌کننده جریان داغ جت را ایفا می‌نمایند. هنگامیکه بادبرگردان در حالت باز قرار می‌گیرد، بلافاصله هواپیمای بعد می‌تواند در پشت آن قرار بگیرد و همچنین در طول این مدت خدمه عرشه پروازی نیز می‌توانند به دور از خطرات مرتبط با جریانان داغ خروجی جت به انجام وظایف خود بپردازند. چنین سامانه‌هایی در اواخر دهه ۴۰ و اوایل دهه ۵۰ میلادی بر روی ناوهای هواپیمابر نصب گردیدند و از آن زمان به عنوان بخشی از آغاز فعالیت هواپیماهای جت در نیروی دریایی ایالات متحده تلقی می‌گردند.
بادبرگردان‌های نصب شده بر روی عرشه ناوهای هواپیمابر همواره در مجاورت دمای بسیار بالای گازهای خروجی موتور هواپیما که به‌طور تقریبی معادل ۱۳۰۰ درجه سانتی گراد (۲۳۰۰ درجه فارنهایت) تعیین می‌گردد قرار دارند. سطوح مقاوم و غیر لغزنده بادبرگردان‌های دریایی در اثر تداوم حرارت خروجی موتورها دچار آسیب می‌گردند و از این رو لازم است در دوره‌های مختلف آن‌ها را تعمیر یا تعویض نمایند.  علاوه بر مسئله فوق، سطوح داغ بادبرگردان‌ها نمی‌توانند به عنوان بخشی از عرشه ایمن پروازی مورد استفاده قرار بگیرند و برای این منظور لازم است تا فرصت کافی جهت کاهش حرارت و رسیدن به میزان مجاز و غیر مضر برای لاستیک‌های هواپیما منظور گردد. جهت کاهش حرارت و مشکلات پیرامون آن، در سال ۱۹۷۰ میلادی سامانه فعال خنک‌کننده سطوح بادبرگردان با استفاده از شبکه آبرسانی سیستم آتش‌نشانی و گردش آب دریا در داخل بادبرگردان‌ها ابداع و بر روی کلیه ناوهای هواپیمابر ایالات متحده نصب گردید. با این حال سامانه خنک‌کننده آب خروجی تا حد زیادی بر پیچیدگی سامانه‌های ناو و نیازمندی آن‌ها به تعمیر و نگهداری‌های دوره‌ای می‌افزاید.
با اینحال جدیدترین روش خنک سازی بادبرگردان‌ها توسط نیروی دریایی آمریکا در سال ۲۰۰۸ میلادی و با ایجاد پوشش سرامیکی مشابه نمونه‌های مورد استفاده در شاتل‌های فضایی و منتقل‌کننده گرما بر روی صفحات عظیم و سنگین بادبرگردان‌های نصب شده بر روی عرشه ناو هواپیمابر یواس‌اس جورج اچ.دبلیو بوش ارائه شد. همچنین تعویض صفحات سرامیکی بسیار آسان و سریع می‌باشند و حذف سامانه فعال گردش آب نیز تا حد بسیار زیادی از امور مرتبط با بحث تعمیر و نگهداری می‌کاهد. اکثر بادبرگردان‌های دریایی همچون سایر نمونه‌های پیشین جریان خروجی موتور جت را به سمت بالا منحرف می‌نمایند، اما گازهای داغ می‌توانند از طریق مجراه‌های قرار گرفته در بخش زیرین عرشه، به صورت کاملاً ایمن به سمت پایین منتقل گردند و سپس از خروجی‌های نصب شده در پهلوی ناو هواپیمابر تخلیه شوند. استفاده از این روش می‌تواند دو مزیت عمده به همراه داشته باشد:
۱) بخش فوقانی بادبرگردان‌ها دچار افزایش گرما نمی‌گردد و پرسنل فنی می‌توانند به سرعت آن را به عنوان بخشی از عرشه جهت عبور هواپیمای جنگنده جایگزین نمایند.
۲) از تجمع گازهای بسیار داغ در بالای بادبرگردان جلوگیری می‌شود، زیرا این گازها می‌توانند برای سایر هواپیماهای عبوری و در انتظار برخاست خطرناک باشند.

## دیگر کاربردها
پیشنهاد شده‌است که با کار گذاشتن توربین‌های باد در قسمت بالایی بادبرگردان‌ها از انرژی پیش‌رانش هواپیماها به هنگام برخاست برای تولید برق استفاده شود.

## نگارخانه

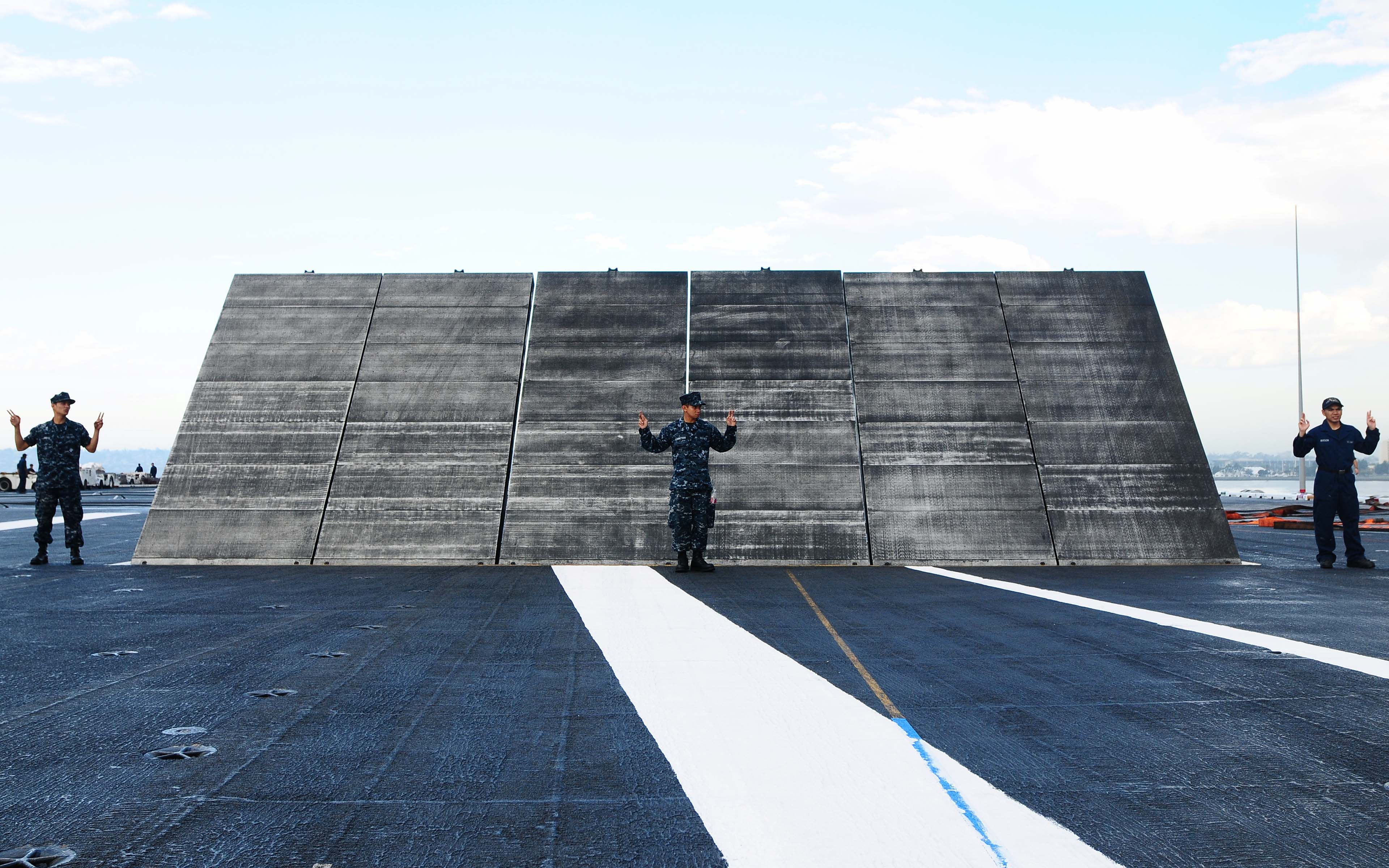
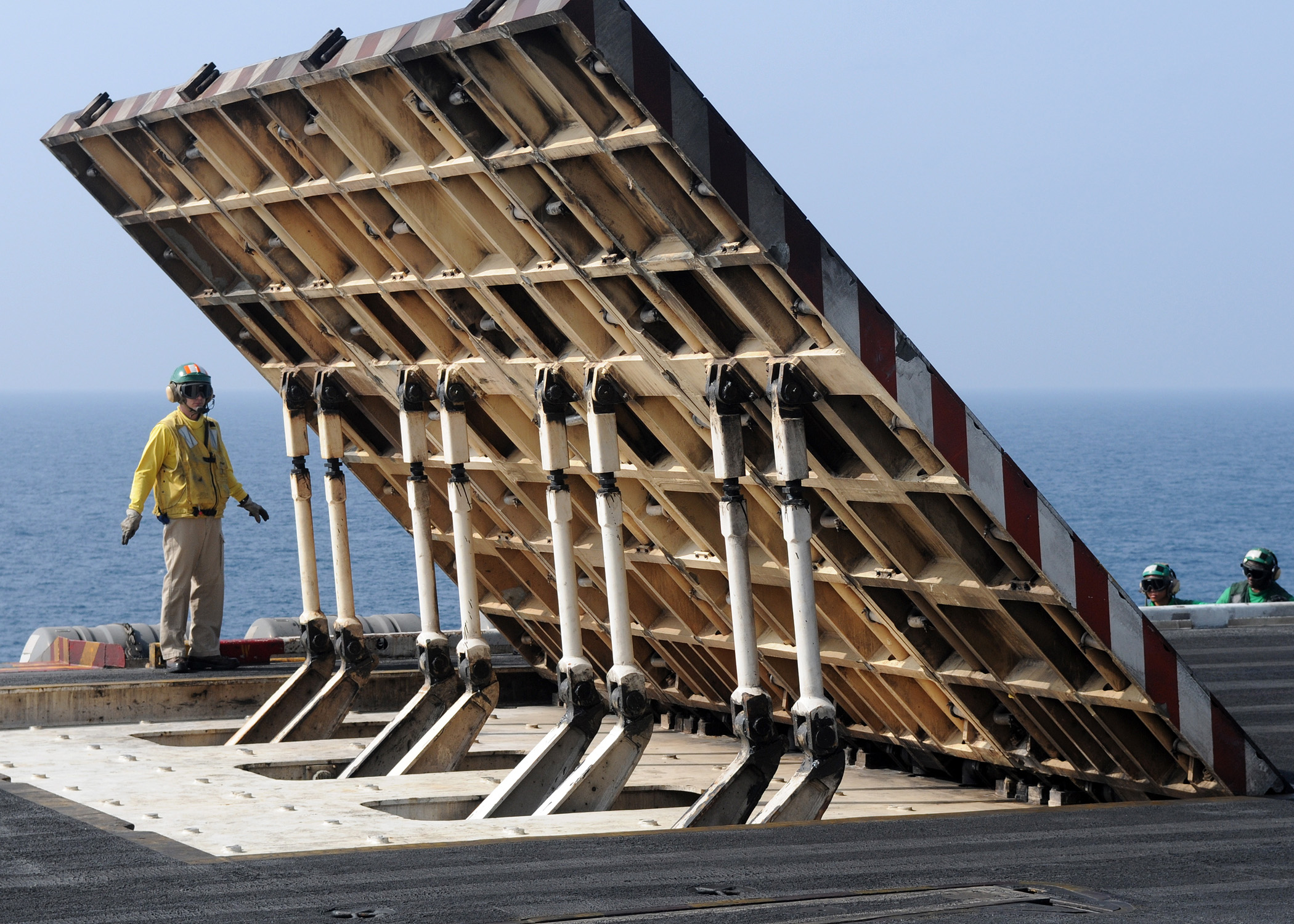
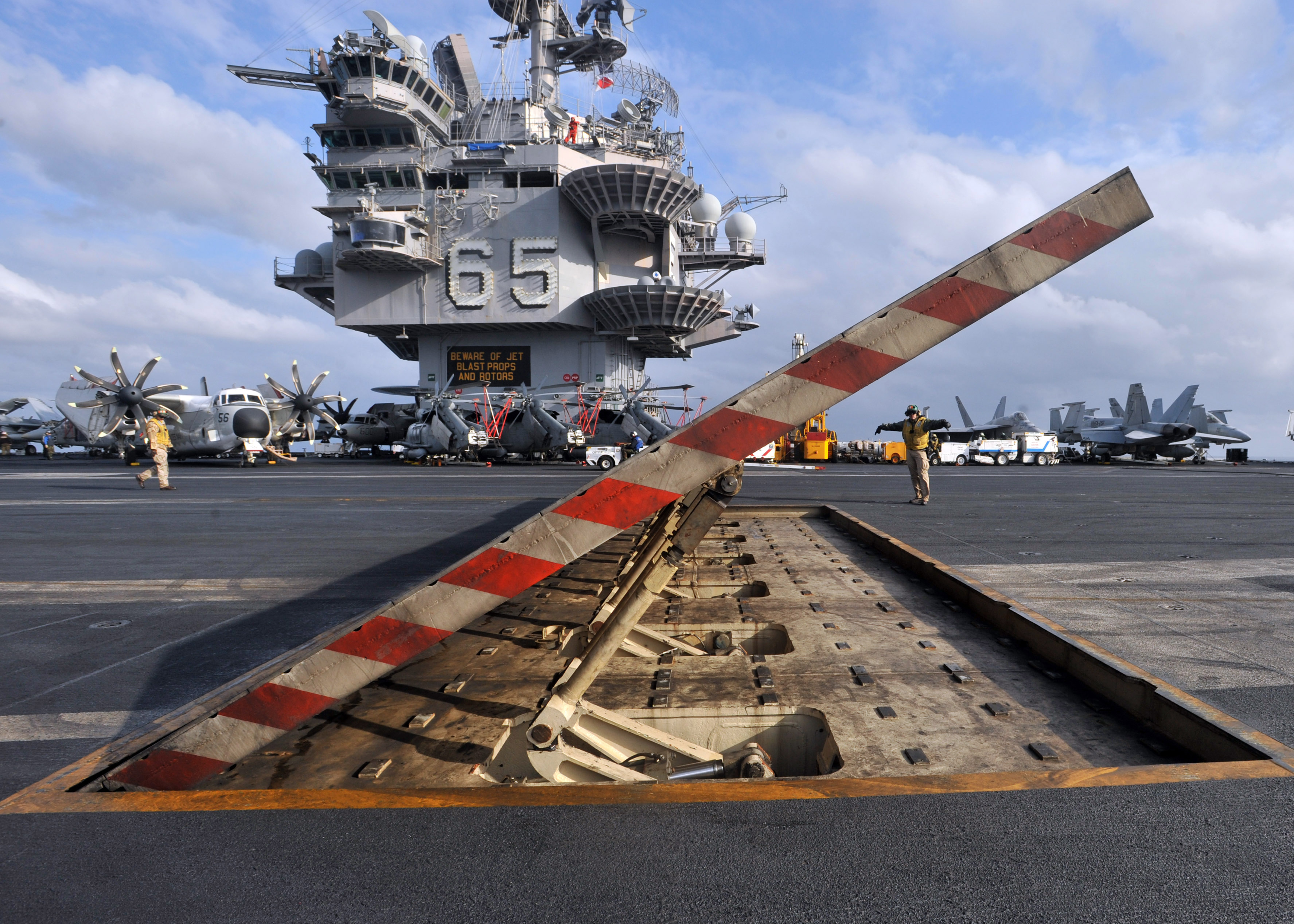
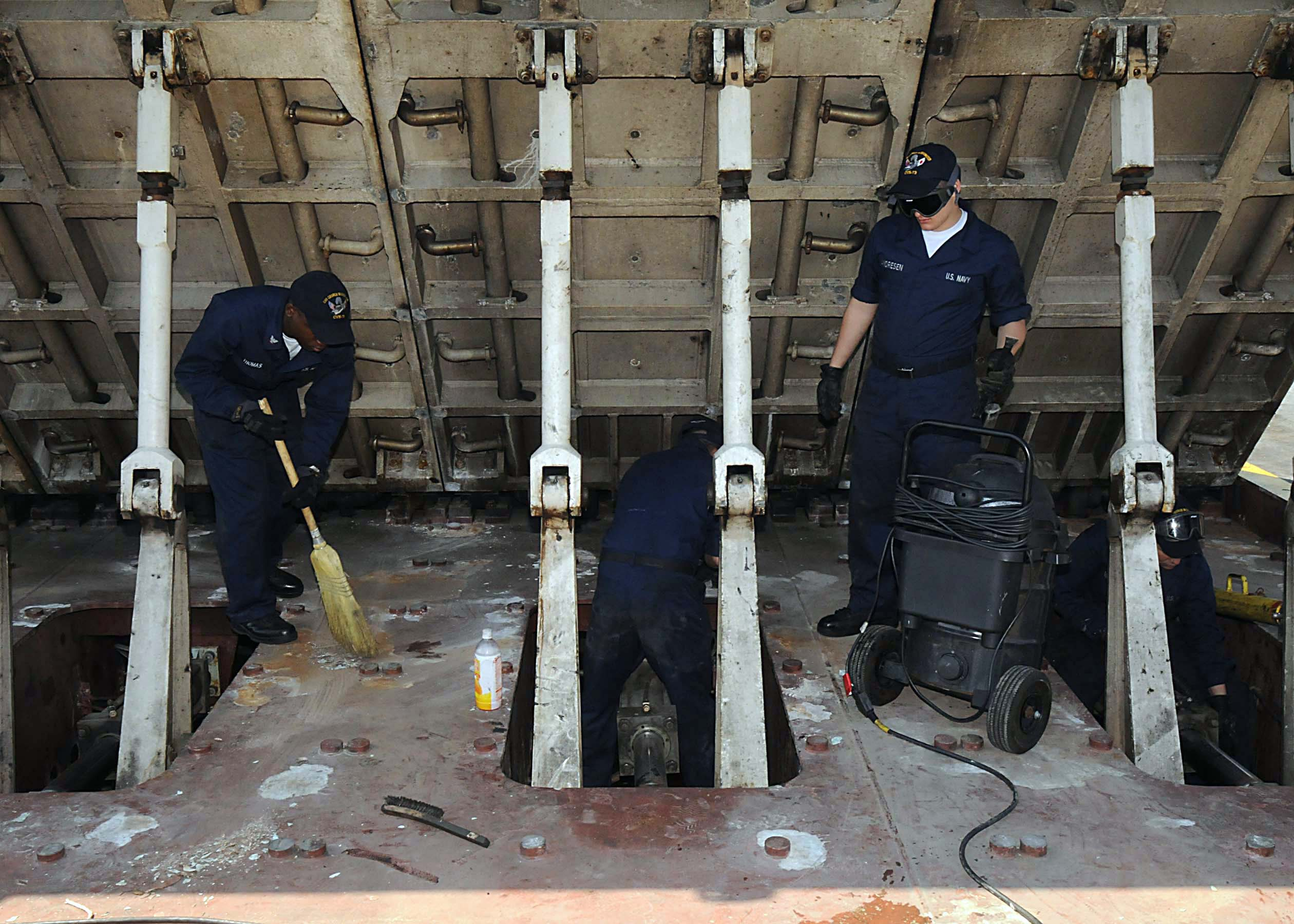
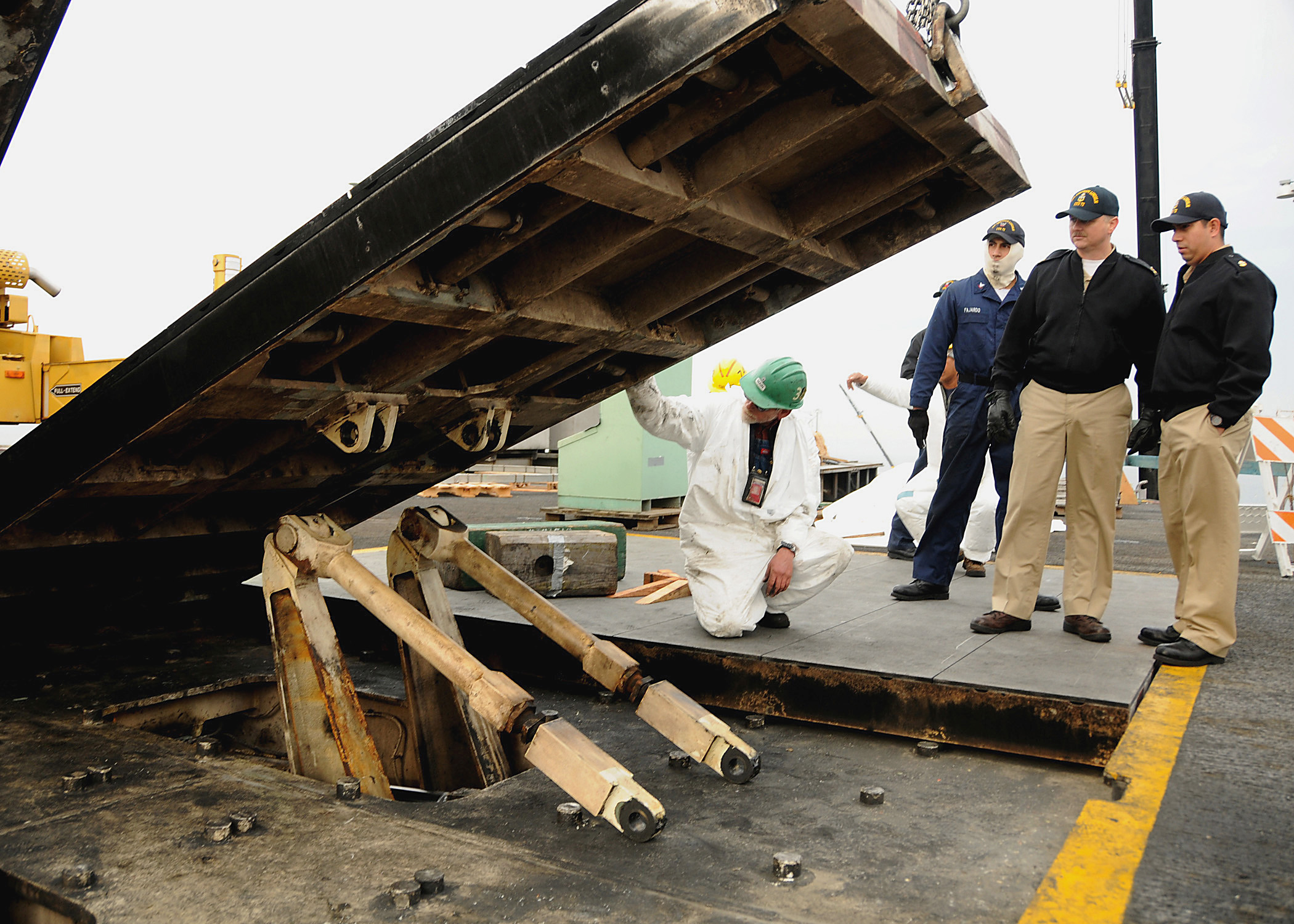